# سایه‌خوش
سایه‌خوش، روستایی در دهستان دژگان بخش مهران شهرستان بندر لنگه در استان هرمزگان ایران است.
این روستا در ۴۰ کیلومتری شهر بندر خمیر و ۵۵ کیلومتری شرق شهر بندر لنگه قرار دارد.

## جمعیت
بر پایه سرشماری عمومی نفوس و مسکن در سال ۱۳۹۵، جمعیت این روستا برابر با ۱٬۳۶۷ نفر (۳۷۵ خانوار) بوده است.